# Lilly West
Lilly West est une chanteuse-musicienne dans un style entre musique country, folk, rock née en France le 25 décembre 1980 à Nice dans les Alpes Maritimes.

## Biographie
Difficile de rester insensible à la voix chaude de Lilly West. Cette native de Nice, où elle a vu le jour le 25 décembre 1980, faisait partie de la chorale d’enfants du conservatoire et effectuait ses premières gammes de piano à 5 ans.
Celle que son professeur appelait son « petit rossignol » rencontrera quelques années plus tard le ténor Marc VENTO. C’est en effet vers le lyrique qu’elle s’est tournée et la voilà qui intègre le chœur philharmonique de l’Opéra de Nice, avec lequel elle inaugurera entre autres le palais des spectacles Nikaïa.
Mais sa passion pour la chanson s’affirmera vraiment dans la Country Music, découverte au hasard d’un festival donné à deux pas de chez elle, alors qu’elle est à l’époque, fan du groupe Queen. Et le déclic est tel qu’elle envisage des études de musique, mais ses parents ne l’entendent pas de cette oreille : un DUT informatique en poche, et la voilà continuant sur une école d’ingénieur.
« Au bout de quelques mois, j’ai tout claqué, je ne voulais pas regretter plus tard de ne pas avoir pris mes propres décisions », explique-t-elle. Elle se forme seule à la Country. « Le plus difficile a été de trouver le placement de la voix, qui n’est pas du tout la même dans la country et dans le lyrique », se souvient-elle.
En 2001, au hasard d’un festival, elle tombe sous le charme de la région, s’installe à Chomelix, où elle « repart à zéro ».
En 2002, elle crée une troupe de danse, les Texas Dancers. Et l’année suivante, elle monte sur scène pour la première fois dans un répertoire country, chant et guitare. Aujourd’hui, quatre musiciens professionnels l’accompagnent : un harmoniciste, un guitariste, un batteur et un bassiste, des Stéphanois et des Clermontois. Ils se sont baptisés son « Burning Band » en référence à l’accident dont la chanteuse et son compagnon sont sortis miraculeusement indemnes l’an passé.
Dans son répertoire, on retrouve des standards, reprises auxquelles elle apporte « sa touche personnelle », comme elle dit, « sinon, ça ne sert à rien », mais aussi des compositions (She Needs Help, Life Goes On…), toutes inspirées du quotidien.
Elle a trouvé son style, country rock, traditionnel et honky-tonk, et ne renie pas ses influences : Mary-Chapin CARPENTER, Brad PAISLEY, ou encore Hank WILLIAMS.
En février 2008, elle s'envole pour Austin, Texas, la référence pour la musique country authentique, pour enregistrer son album "Greetings From Austin, Texas", avec des musiciens américains.
En novembre 2008 et février 2009, Lilly part pour une tournée de concerts au Québec. Seule sur scène avec sa guitare acoustique, sa musique touche le public qui n'est pas habitué à ce type de formation. Son charisme et sa voix pure marquent les esprits autant en concert que pendant les émissions télévisées et radiophoniques.[non neutre]
« Mon but, c’est de faire passer du bon temps aux gens, de leur faire oublier leurs problèmes le temps d’un soirée ».

## Discographie
- Mon Tatoo (2014)
- Greetings From Austin, Texas (2008)
- Lilly West Band, Live (2007)
- Démo (2006)

## Liens
- (fr) Site officiel
- (fr) MySpace officiel
- (fr) Lilly West sur Info-Groupe.com